# Кмитів (зупинний пункт)
Кмитів — пасажирська зупинна платформа Коростенської дирекції Південно-Західної залізниці, на лінії Житомир — Коростишів. Розташована неподалік сіл Нова Вигода та Кмитів, від назви якого власне платформа й здобула назву. 
Зупинна платформа розташована між зупинною платформою Козак (відстань становить 2 км) та зупинною платформою Гадзинка, розташованої за 3 км. 
Зупинна платформа виникла 1964 року на новопрокладеній залізниці Житомир-Коростишів, яку було збудовано у зв'язку із відкриттям 1946 року родовища бурого вугілля поблизу Коростишева. Ділянка, на якій розташована зупинна платформа, на сьогодні малозавантажена. Лише чотири дні на тиждень лінією курсує одна пара дизель-поїзда.